# Kelly Loeffler

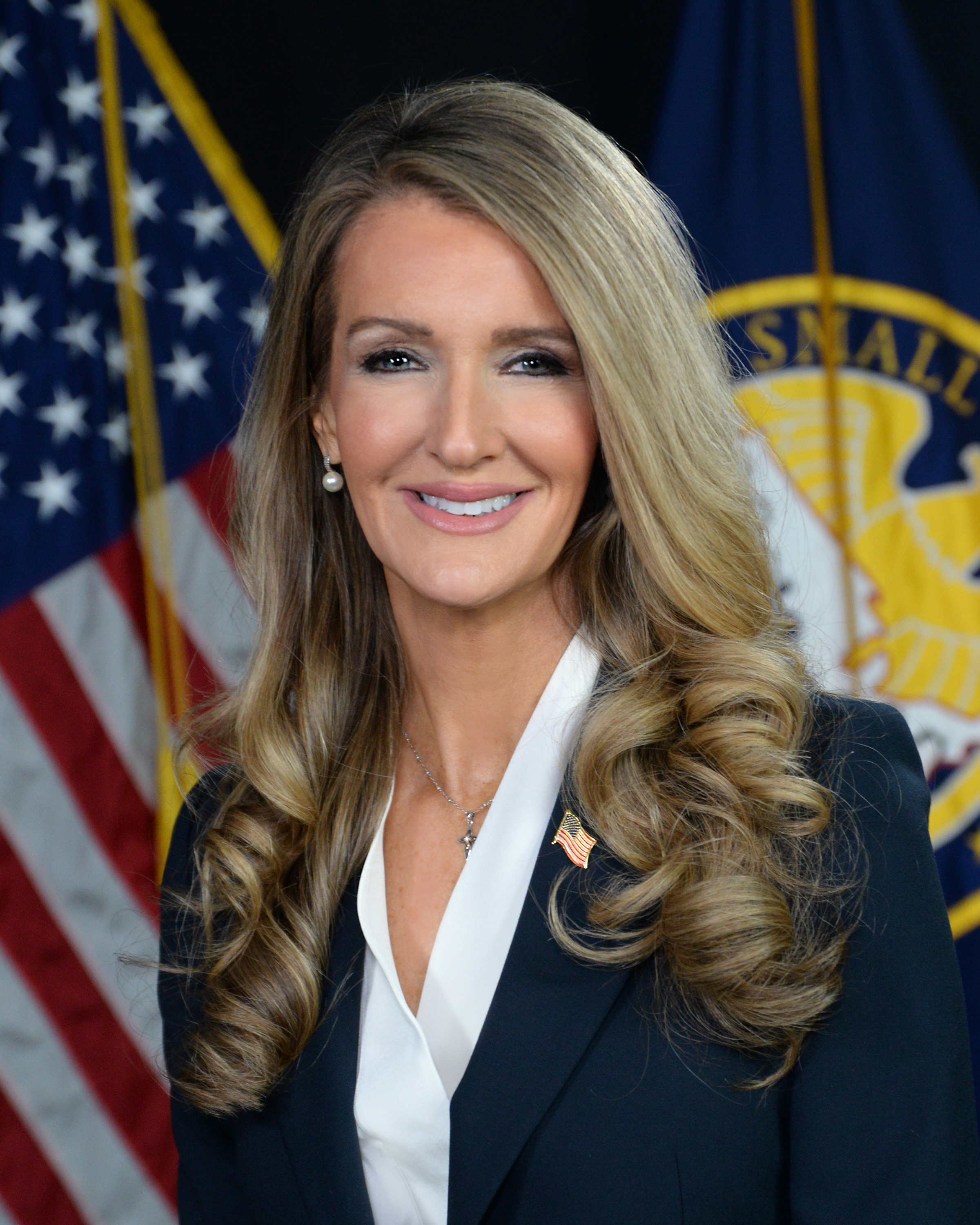
Kelly Loeffler (2025)

Kelly Lynn Loeffler (* 27. November 1970 in Bloomington, Illinois) ist eine US-amerikanische Unternehmerin und Politikerin. Seit dem 20. Februar 2025 ist sie Leiterin der Small Business Administration.
Zuvor vertrat Loeffler vom 6. Januar 2020 bis zum Januar 2021 für die Republikanische Partei den US-Bundesstaat Georgia im US-Senat. Sie verlor am 5. Januar 2021 die Stichwahl um den Sitz im US-Senat.

## Leben
Kelly Loeffler wurde in Bloomington im US-Bundesstaat Illinois geboren und wuchs auf einer Sojafarm im McLean County auf. Im Jahr 1988 machte sie den Abschluss an der Olympia High School in Stanford (Illinois), wo sie in verschiedenen Sportdisziplinen tätig war. Danach studierte sie an der University of Illinois at Urbana-Champaign, wo sie 1992 ihren Bachelor in Marketing erhielt. Während sie unter anderem für das Automobilunternehmen Toyota arbeitete, erwarb sie 1999 ihren Master of Business Administration an der katholischen DePaul University in Chicago. Die Studiengebühren finanzierte sie mit einer Hypothek auf Land, das sie von ihren Großeltern geerbt hatte.
Im Jahr 2002 zog Loeffler nach Atlanta, um für das börsennotierte Finanz-Unternehmen Intercontinental Exchange zu arbeiten. 2004 heiratete sie dessen CEO, Jeffrey Sprecher. Sie stieg in den Rang einer Vizepräsidentin auf. 2018 wurde sie CEO des Tochterunternehmens Bakkt.
In den letzten Jahren unterstützte Loeffler einige politische Kampagnen durch Spenden. Zwar war auch der demokratische Kongressabgeordnete David Scott unter den Begünstigten, überwiegend waren es jedoch Republikaner, darunter das Wahlkampfkomitee von Mitt Romney, der 2012 erfolglos gegen Amtsinhaber Barack Obama kandidierte. Ihr Ehemann spendete Donald Trump im Mai 2020 1 Million US-Dollar.
Bereits im Jahr 2014 wollte Loeffler für den US-Senat kandidieren, zog ihre Kandidatur jedoch unter Berufung auf berufliche Gründe zurück. Nach dem Rücktritt des amtierenden US-Senators Johnny Isakson und der daraus entstehenden Vakanz ernannte Brian Kemp, der Gouverneur von Georgia, Loeffler zu Isaksons Nachfolgerin. Sie wurde am 6. Januar 2020 im US-Senat vereidigt. Laut der US-Nachrichtenwebsite FiveThirtyEight hatte Loeffler im 116. Kongress der Vereinigten Staaten (2019–20) eine 92,3-prozentige Übereinstimmung mit den politischen Positionen von Trump. Da sie bei der Nachwahl am 3. November 2020 keine absolute Mehrheit erreichte, trat sie zur Stichwahl gegen Raphael Warnock an. Bei der Kampagne für ihre Wiederwahl wurde sie durch US-Präsident Donald Trump massiv unterstützt, der am 3. November 2020 bei der Präsidentschaftswahl seinem Herausforderer Joe Biden unterlegen war. Trump wiederholte bei den Auftritten mit Loeffler seine unbewiesenen Vorwürfe der Wahlfälschung.
Sie verlor bei der Stichwahl am 5. Januar 2021 knapp gegen Warnock (49,2 Prozent zu 50,8 Prozent) und verlor damit ihren Sitz im US-Senat. Ebenfalls am 5. Januar 2021 gab es eine Stichwahl zwischen Jon Ossoff (Demokraten) und David Perdue; Ossoff gewann die Wahl knapp. Beide Wahlen fanden US-weit und weltweit große Beachtung, weil von ihrem Ausgang die Mehrheitsverhältnisse im US-Senat abhingen. Durch den Sieg von Ossoff und Warnock erreichten die Demokraten ein Patt im US-Senat, der der demokratischen Vize-Präsidentin Kamala Harris die ausschlaggebende Stimme im US-Senat zukommen ließ und den Demokraten somit Mehrheiten in beiden Kammern des US-Kongresses verschaffte.
Nach dem Sturm auf das Kapitol in Washington, D.C. am 6. Januar 2021 rückte Loeffler von ihrer Ankündigung ab, sie werde bei der Auszählung der Wahlmännerstimmen am 6. Januar 2021 das Wahlergebnis der Präsidentschaftswahl 2020 in Georgia (bei der Biden mit 11.779 Stimmen Vorsprung gewann) anzweifeln.
Im Dezember 2024 ernannte sie der damalige gewählte Präsident Donald Trump zur Leiterin der Small Business Administration in seinem Kabinett. Sie wurde am 19. Februar 2025  vom Senat bestätigt und trat am 20. Februar 2025 ihr Amt an.

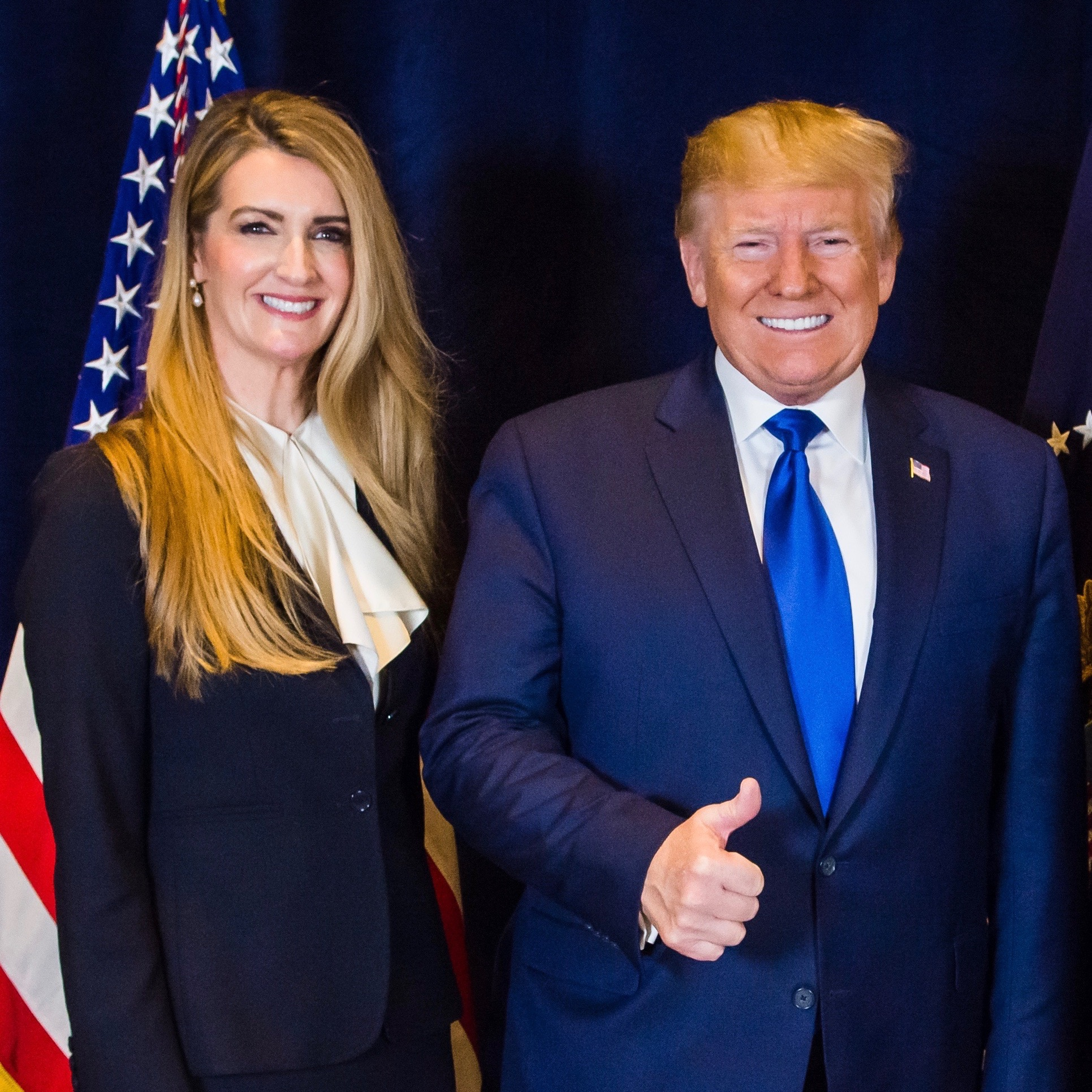
Loeffler und Trump (2020)

## Kontroversen
Kritiker werfen ihr vor, in der Öffentlichkeit die COVID-19-Pandemie in den Vereinigten Staaten heruntergespielt und zeitgleich insgeheim Aktien verkauft zu haben. Laut Medienberichten hat Loeffler am 24. Februar 2020, nachdem Senatoren im Kongress von Gesundheitsexperten über die Gefahren einer COVID-19-Pandemie informiert worden waren, Aktien im Wert von mehreren hunderttausend Dollar abgestoßen.

## Privates
Loeffler ist seit 2004 mit Jeffrey Sprecher (* 1955), dem Vorsitzenden der New York Stock Exchange verheiratet. Sie wohnen in einem Vorort von Atlanta. Loeffler ist römisch-katholischer Konfession.